# Agnes af Anhalt-Dessau
Agnes af Anhalt-Dessau (24. juni 1824–23. oktober 1897) var en tysk prinsesse af Anhalt-Dessau, der var hertuginde af Sachsen-Altenburg fra 1853 til 1897 som ægtefælle til hertug Ernst 1. af Sachsen-Altenburg. Hun tilhørte Huset Askanien og var datter af hertug Leopold 4. af Anhalt-Dessau.

## Biografi
Prinsesse Agnes blev født den 24. juni 1824 i Dessau i Anhalt som det ældste barn af hertug Leopold 4. af Anhalt-Dessau i hans ægteskab med prinsesse Frederikke af Preussen. Hendes far var den regerende hertug af det lille hertugdømme Anhalt-Dessau i det centrale Tyskland.
Prinsesse Agnes giftede sig den 28. april 1853 i Dessau med arveprins Ernst af Sachsen-Altenburg (1826–1908). Han var søn af den regerende hertug Georg 1. af Sachsen-Altenburg og Marie af Mecklenburg-Schwerin og efterfulgte sin far som hertug senere samme år. I ægteskabet blev der født to børn.
Hertuginde Agnes døde som 73-årig den 23. oktober 1897 i Hummelshain. Hun blev begravet i Herzogin-Agnes-Gedächtniskirche i Altenburg. Hertug Ernst 1. overlevede sin hustru med 10 år, før han døde i 1908. Da hertugparrets eneste søn var død som spæd i 1856, blev han efterfulgt som hertug af sin brodersøn, Ernst.

## Børn
- Prinsesse Marie (1854–1898)

gm. Prins Albrecht af Preussen (1837-1906)
- Arveprins Georg (1856–1856)